# Región de Satakunta
Satakunta (en sueco antiguamente Satakunda, en latín: Satagundia o Finlandia Septentrionalis) es una de las regiones de Finlandia y una de sus provincias históricas. Comparte fronteras con Finlandia Propia, Tavastia Propia, Pirkanmaa, Ostrobotnia del Sur y Ostrobotnia.

## Municipios
Satakunta contiene 19 municipios:
| - Eura - Eurajoki - Harjavalta - Honkajoki - Huittinen - Jämijärvi - Kankaanpää | - Karvia - Kokemäki - Köyliö - Luvia - Merikarvia - Nakkila - Pomarkku | - Pori - Rauma - Siikainen - Säkylä - Ulvila |